# Josh Kelley
Joshua Bishop Kelley (Augusta, 30 gennaio 1980) è un cantautore e musicista statunitense.

## Biografia
Nasce ad Augusta, in Georgia, da Gayle e John W. Kelley. Suo fratello minore, Charles, è anch'egli musicista e cantante e membro del trio country Lady Antebellum. Josh comincia la sua carriera musicale all'età di undici anni. A quattordici anni, lui e suo fratello Charles formano un gruppo chiamato "Inside Blue", che rilascia un cd di cinque canzoni, guadagnando l'attenzione di James Brown. Nella band jazz del liceo, Josh suonava la chitarra accanto a suo fratello Charles (batteria) e a Dave Haywood (chitarra) dei Lady Antebellum.
Ha frequentato l'Università del Mississippi ad Oxford, Mississippi.

### Carriera
Josh Kelley ha inciso per la Hollywood Records, la Threshold Records e la DNK Records come artista pop rock, e quattro dei suoi singoli sono entrati nella Adult Top 40. Le sue canzoni Amazing e Only You sono entrate nella top ten di quella stessa classifica.
Nel 2010 ha firmato un contratto con la MCA Nashville ed ha cominciato una carriera da cantante country. Il suo singolo di debutto nel genere, Georgia Clay, è entrato nella top 20 della classifica Hot Country Songs.
È andato in tournée con molti artisti, tra cui Rod Stewart, Third Eye Blind, Counting Crows e Ryan Cabrera.

### Vita privata
Si è sposato il 23 dicembre 2007 con l'attrice Katherine Heigl, conosciuta due anni prima sul set del video musicale di Only You.
Nel 2009 la coppia ha adottato una bambina coreana di nome Nancy Leigh Mi-Eun, alla quale il cantante ha dedicato una canzone intitolata Naleigh Moon. Nel 2012 hanno adottato una seconda bambina, Adalaide Marie Hope.
Il 20 dicembre 2016 nasce il primo figlio Joshua Bishop Kelley.
È un appassionato golfista.

## Discografia

### Album
- 2003 – For the Ride Home
- 2005 – Almost Honest
- 2006 – Just Say the Word
- 2008 – Special Company
- 2008 – Backwoods
- 2008 – To Remember
- 2011 – Georgia Clay
- 2016 – New Lane Road

### EP
- 2005 – Josh Kelley Live Session EP
- 2010 – Georgia Clay

### Singoli
- 2003 – Amazing
- 2004 – Everybody Wants You
- 2004 - Share this Day
- 2005 – Only You
- 2005 – Almost Honest
- 2006 – Get with It
- 2006 – Pop Game
- 2006 – Just Say the Word
- 2008 – Unfair
- 2009 – To Remember
- 2010 – Georgia Clay
- 2011 – Gone Like That
- 2014 – Mandolin Rain
- 2016 – It's Your Move